# Tjåltåkjauratj
Tjåltåkjauratj är en sjö i Arjeplogs kommun i Lappland och ingår i Skellefteälvens huvudavrinningsområde.